# Sarcoma liên quan đến vắc-xin
Sarcoma liên quan đến vắc-xin (VAS) hoặc sarcoma tiêm tại chỗ (FISS) là một loại khối u ác tính được tìm thấy ở mèo (và cũng thường thấy ở chó và chồn) có liên quan đến một số loại vắc-xin. VAS đã trở thành mối quan tâm của cả bác sĩ thú y và chủ sở hữu mèo và đã dẫn đến những thay đổi trong quy trình vắc-xin được khuyến nghị. Những loại sarcoma này có liên quan phổ biến nhất với vắc-xin bệnh dại và vắc-xin bệnh bạch cầu ở mèo, nhưng các loại vắc-xin và thuốc tiêm khác cũng có liên quan.

## Lịch sử
VAS lần đầu tiên được công nhận tại Trường Thú y của Đại học Pennsylvania vào năm 1991. Một mối liên quan giữa các bệnh xơ hóa rất tích cực và vị trí vắc-xin điển hình (giữa hai xương bả vai) đã được thực hiện. Hai yếu tố có thể làm tăng VAS tại thời điểm này là sự ra đời năm 1985 của vắc-xin bệnh dại và vi-rút bệnh bạch cầu ở mèo (FeLV) có chứa tá dược nhôm, và luật năm 1987 yêu cầu tiêm vắc-xin bệnh dại ở mèo ở Pennsylvania. Năm 1993, mối quan hệ nhân quả giữa VAS và quản lý bệnh dại bổ trợ nhôm và vắc-xin FeLV đã được thiết lập thông qua các phương pháp dịch tễ học, và năm 1996, Lực lượng đặc nhiệm Feline Sarcoma liên quan đến vắc-xin đã được thành lập để giải quyết vấn đề.
Năm 2003, một nghiên cứu về bệnh xơ hóa chồn chỉ ra rằng loài này cũng có thể phát triển VAS. Một số khối u được đặt tại các vị trí tiêm phổ biến và có các đặc điểm mô học tương tự như chứng VAS ở mèo. Cũng trong năm 2003, một nghiên cứu ở Ý đã so sánh các bệnh xơ hóa ở chó từ các vị trí tiêm và không tiêm với VAS ở mèo và đã tìm thấy sự tương đồng khác biệt giữa các khối u tại chỗ tiêm ở chó và VAS ở mèo. Điều này cho thấy VAS có thể xảy ra ở chó.